# 弗卢斯巴赫
弗卢斯巴赫是德国莱茵兰-普法尔茨州的一个市镇。总面积6.86平方公里，总人口442人，其中男性226人，女性216人（2011年12月31日），人口密度64人/平方公里。